# Медноногов, Вячеслав Александрович
Медноно́гов, Вячеслав Александрович (1924—1997) — Герой Советского Союза, лётчик 783-го штурмового авиационного полка 199-й штурмовой авиадивизии 4-го штурмового авиакорпуса 4-й воздушной армии 2-го Белорусского фронта.

## Биография
Вячеслав Александрович Медноногов родился 7 января 1924 года на станции Зай Бугульминской области Татарской АССР.
В мае 1941 года, окончив два курса железнодорожного техникума в Алма-Ате, поступает добровольцем в РККА и поступает в Тамбовскую военную авиашколу, после окончания которой служит в ней пилотом-инструктором.
С июля 1944 по май 1945 года служит в штурмовой авиации, в 783-м штурмовом авиационном полку на 1-м и 2-м Белорусских фронтах. Совершил 93 боевых вылета на штурмовике ИЛ-2, участвовал в освобождении Белоруссии и Польши.
Младший лейтенант Медноногов в составе группы штурмовиков вывел из строя крупный железнодорожный узел противника, затем, набрав высоту в 200 метров, сфотографировал объект и несмотря на серьёзные повреждения самолёта, сумел вернуться на аэродром базирования. Указом Президиума Верховного Совета СССР 18 августа 1945 года за мужество и героизм, проявленные в боях с немецко-фашистскими, захватчиками младшему лейтенанту Медноногову Вячеславу Александровичу присвоено звание Героя Советского Союза.
После окончания войны до 1947 года В. А. Медноногов продолжал службу в Варшаве, в 1954 году окончил Военно-воздушную академию имени Н. Е. Жуковского, после чего в 1954—1958 годах работал лётчиком-испытателем на авиазаводе № 168 в Ростове-на-Дону, а в 1958—1961 годах — на авиазаводе № 64 в Воронеже. Принимал участие в испытаниях штурмовиков Ил-10М, вертолётов Ми-1, пассажирских самолётов Ан-10 и военно-транспортных самолётов Ан-12.
После выхода в отставку в звании подполковника в 1961 году Вячеслав Александрович служил в Объединённом Ленинградском авиаотряде, где был командиром Ил-18, а затем Ту-154. В. А. Медноногов был делегатом XXIV съезда КПСС, избирался депутатом Ленинградского городского совета.
Вячеслав Александрович Медноногов скончался 5 февраля 1997 года и был похоронен на Северном кладбище в Санкт-Петербурге.

## Награды
- Медаль «Золотая Звезда» (1945).
- Орден Ленина (1945).
- Орден Красного Знамени (1945).
- Орден Отечественной войны I степени (1945, 1985).
- Орден Красной Звезды (1944, 1956).

## Увековечение памяти
- Именем Героя названа улица в посёлке Подлесный[1].
- В 2001 году в Бугульме был установлен бюст Героя Советского Союза В. А. Медноногова.
- В мае 2012 года на здании МКОУ ООШ селе Русский Мелекесс, где В. А. Медноногов учился в первом классе, в честь него установлена мемориальная доска.